# Pablo Hermoso de Mendoza
Pablo Hermoso de Mendoza, né le 11 avril 1966 à Estella (Espagne, Navarre), est un rejoneador espagnol et auteur publié par la maison d'édition Au diable vauvert.

## Biographie
Il est issu d'une famille modeste, ce qui est assez rare dans le milieu du rejoneo et qui aurait pu être un handicap sans son extrême maîtrise des chevaux dans tous les moments de la lidia. Dès le 12 octobre 1983, il est présent à Pampelune, avec un numéro de sauts d'obstacles étourdissant.
Il fait ses débuts le 12 octobre 1985 à Pampelune.
Il passe son alternative à Tafalla le 18 août 1989 avec Manuel Vidrié comme parrain.

Il se présente le 20 mai 1995 à Madrid.
Pablo Hermoso de Mendoza a toréé 19 corridas dans les arènes de Nîmes et a coupé 40 oreilles là-bas et 5 queues pour 15 sorties en triomphe.
 Le 11 mars 2005, il demande l'indulto à Durango ( Mexique) 
pour un taureau de Bernaldo de Quitos. Il obtiendra deux oreilles et la queue symboliques.
Cavalier particulièrement doué, il devient une figure indiscutable du rejoneo dès 1994. Il se produit dans les plus grandes ferias, notamment en France, dans les arènes de Nimes et Arles.
Le 30 avril 1995, il triomphe à Séville avec un cheval de légende : « Cagancho » avec lequel il obtient une ovation dans les arènes de la Real Maestranza
En 2009, sa suprématie a été une nouvelle fois incontestable avec 63 corridas toréées pour 128 oreilles et sept queues coupées arrivant pour la quatrième année consécutive en tête de l'escalafón.
En 2015, il reçoit la Médaille d'or du mérite des beaux-arts, décernée par le Ministère de l'Éducation, de la Culture et des Sports.
Le 1 avril 2024, il met fin à sa carrière pendant la Feria d’Arles aux côtés de Léa Vicens et de son fils Guillermo Hermoso de Mendoza.

## Escalafón
- Saison 1999 : 84 corridas - 127 oreilles - 3 queues
- Saison 2000 : 98 corridas - 183 oreilles - 16 queues
- Saison 2001 : 114 corridas - 259 oreilles - 20 queues (blessure à Madrid (saison interrompue pendant 45 jours))
- Saison 2002 : 142 corridas - 326 oreilles - 32 queues
- Saison 2003 : 114 corridas - 256 oreilles - 26 queues
- Saison 2004 : 116 corridas (57 en Amérique et 59 en Europe) - 201 oreilles - 16 queues (4e de l'escalafón  européen)
- Saison 2005 : 92 corridas - 194 oreilles - 15 queues dont 24 corridas - 58 oreilles - 10 queues en Amérique
- Saison 2006 : 101 corridas - 226 oreilles - ? queues
- Saison 2007 : 120 corridas - 278 oreilles - 33 queues dont 33 corridas - 83 oreilles - 17 queues en Amérique
- Saison 2008 : 67 festejos - 137 oreilles - 6 queues
- Saison 2009[4] : 60 corridas - 125 oreilles - 7 queues (1er de l'escalafón européen)
- Saison 2010 : 50 corridas - 107 oreilles - 7 queues
- Saison 2011 : 53 corridas - 92 oreilles - 5 queues en Europe (près de 50 corridas en Amérique)[5]

## Chevaux vedettes
- Cagancho
- Orphéo
- Quierto

## Galerie

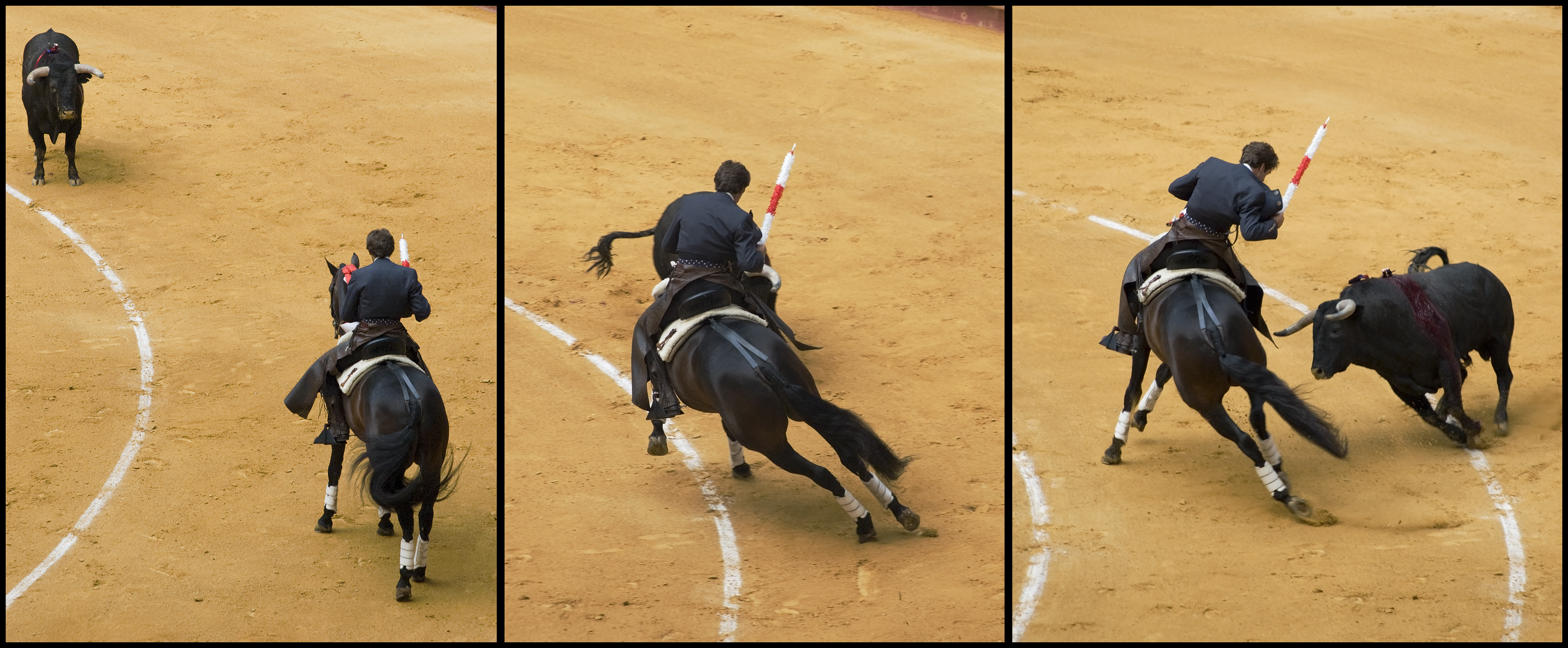
Mendoza à la Plaza de Toros de Illumbe lors de l'Aste Nagusia ou Semaine Grande de Saint-Sébastien le 17 août 2007
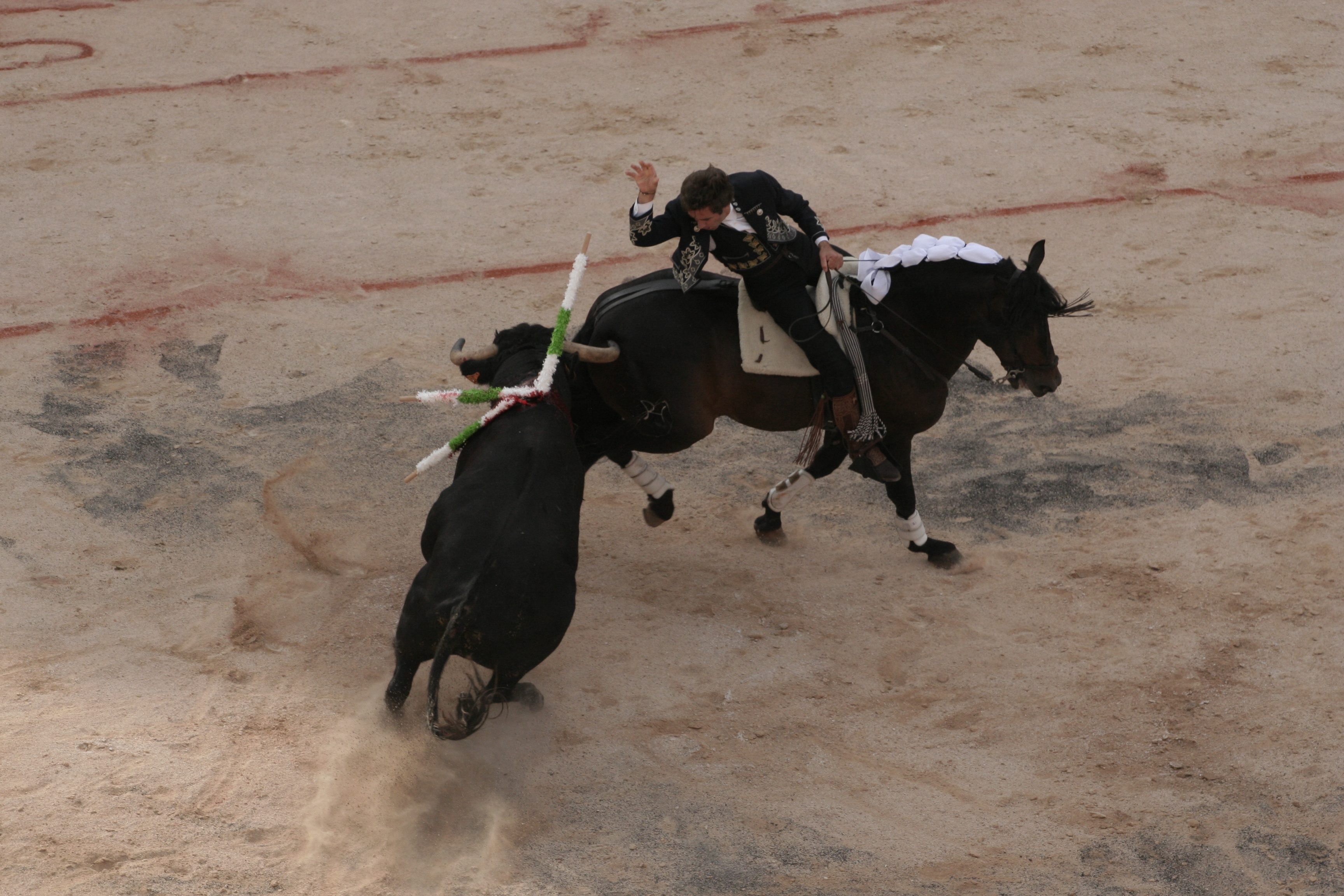
Mendoza à Arles lors de la goyesque du 13 septembre 2008, pose de La Rose
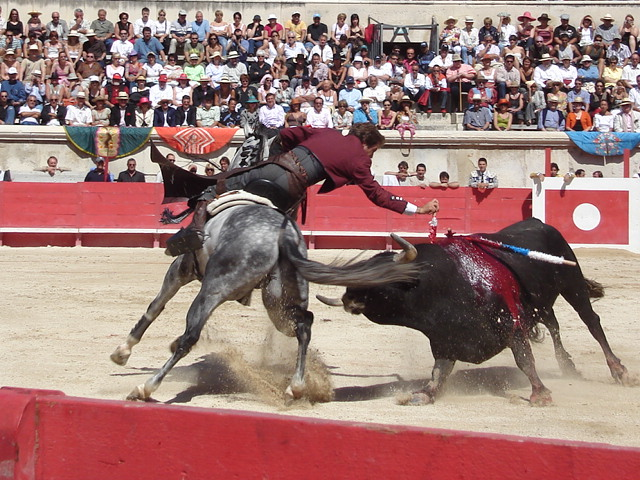
Mendoza le 3 juin 2006